# 風扇艇

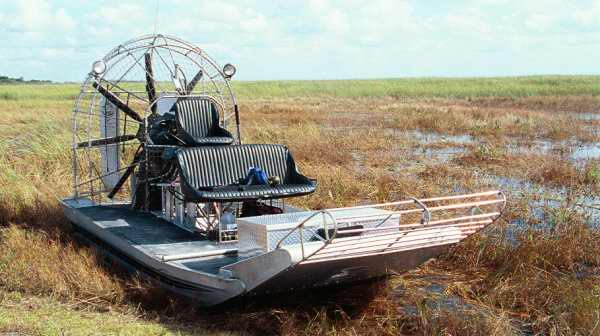
一艘風扇舟。

風扇艇（Fanboat、Airboat），或稱風扇船、風扇舟，是一種由引擎驅動螺旋槳反吹空气前进的平底船，它的引擎和螺旋槳被封閉在一個金屬籠裡，避免對船隻、野生動物或乘客造成傷害。螺旋槳向後產生一道氣流來推進船隻，以位於風扇後方的方向舵來控制方向，常被用於沼澤和潛灘等水下螺旋槳不適應的地方。

## 歷史
第一艘風扇艇稱作醜小鴨（Ugly Duckling），由亞歷山大·格拉漢姆·貝爾博士所領導的團隊於1905年製造於加拿大的新蘇格夏。它被用來測試各種引擎與螺旋槳的配置。

## 流行文化
風扇艇在2015年第一人称射击游戏《战地：硬仗》（Battlefield: Hardline）中搭配M134（乘員武器）並且以水陸兩用載具之姿出現，用途類似於《戰地風雲4：海軍風暴》中的兩棲氣墊船。